# Gustavo Gimeno
Gustavo Gimeno (Valencia, 1976) es un director de orquesta español, actual director titular de la Orquesta Filarmónica de Luxemburgo desde 2015. Además, ha sido director asistente de Mariss Jansons y de Claudio Abbado.

## Formación y experiencia como músico
Empieza a estudiar en la escuela de música de la Unión Musical de Torrente, primero como percusionista y luego elige Ámsterdam, donde vive actualmente. Al terminar sus estudios de percusión, empieza a colaborar con orquestas y grupos de cámara, haciendo música contemporánea.
En 2001 se presenta a las oposiciones de percusión en la Orquesta Real del Concertgebouw, donde había una tradición de varios percusionistas españoles y obtiene el puesto de percusionista titular de la orquesta. También consiguió el segundo premio en el Concurso Internacional de Percusión de Luxemburgo.
Para su formación como director ha recibido clases magistrales con directores como Ivan Fischer o Hans Vonk. Además, ha estado tres años como Director Titular de la Orquesta Sinfónica Con Brio de Ámsterdam y luego como Director Artístico y Principal del Het Orkest Amst 2012. Estas orquestas de aficionados, además de perfeccionar su técnica de dirección, le han permitido practicar la organización colaborativa y aplicarla a las relaciones de la dirección con los músicos.

## Carrera como director
La carrera internacional como director de Gustavo Gimeno comenzó en 2012 como asistente de Mariss Jansons en el Concertgebouw. En 2013 asistió también a Bernard Haitink con la Orquesta Mozart de Bolonia.
Posteriormente pasó un importante periodo asistiendo a Claudio Abbado con la Orquesta Mozart en Bolonia y la Orquesta del Festival de Lucerna, en un periodo muy intenso que le marcó la impronta de claridad que define su estilo de dirección, en la línea del maestro italiano.
Ha trabajado estrechamente con compositores como Pierre Boulez, George Benjamin o Magnus Lindberg, como músico de cámara con el dúo Katia y Marielle Labèque y la violinista Janine Jansen, con clases en el Conservatorio de Ámsterdam y magistrales en Alemania, Japón, Rusia, Estados Unidos o Alemania.
Dirigió a la Filarmónica de Munich sustituyendo a Lorin Maazel en 2014 y el éxito obtenido le ha comportado establecer una relación de privilegio con la agrupación, colaborando con ella en varios programas de su temporada. En la primavera de 2015 Gustavo Gimeno se metió por primera vez en el foso del Palacio de las Artes Reina Sofía para dirigir la ópera Norma de Bellini, con un reparto excepcional con Mariella Devia que interpretó el papel de la suma sacerdotisa y el tenor Rusell Thomas como el procónsul Pollione, que lo interpretó por primera vez.
Titular de la Orquesta Filarmónica de Luxemburgo desde 2015-2016, en sustitución de Emmanuel Krivine. En esta temporada ha interpretado las primeras sinfonías de Beethoven, Mahler, Bruckner, Schumann y Shostakovich y con los Wiener Singverein ha dirigido el Requiem de Verdi. También ha presentado obras contemporáneas de Rihm, Alban Berg y Luciano Berio. Los solistas más destacados han sido Isabelle Faust, Frank Peter Zimmermann, Leonidas Kavakos, Anja Harteros y Stefan Dohr.
También actúa esta temporada con la Sinfónica Alemana de Berlín, la SWR, la Filarmónica de la Radio de Holanda, la Metropolitana de Tokio, la Filarmónica de Osaka, la Filarmónica de Radio Francia, la Orquesta de la Gewandhaus de Leipzig, la Danish National Symphony y la Sinfónica de la Ciudad de Birmingham, entre otras orquestas. Después de su debut con la Orquesta Real del Concertgebouw en 2014 y nuevos conciertos con ella en Ámsterdam, hará una gira con la orquesta por Taiwán y Japón. También debutará en el pódium de la Nacional de Francia, la Nacional del Capitolio de Toulouse, la Real Filarmónica de Liverpool, la Staatskapelle de Dresde y la Filarmónica de Zúrich.
En EE. UU. debuta con la Sinfónica de Pittsburgh y con la Orquesta de Cleveland en su Blossom Festival. Gustavo Gimeno también hace su debut con la Sinfónica de Chicago en el Festival de Ravinia de 2016.